# Кошта, Жулиана Диаш да
Дона Жулиана Диаш да Кошта (порт. Juliana Dias da Costa; 1658—1733) — португалка из города Кочин, доставленная ко двору императора Великих Моголов Аурангзеба, которая стала фавориткой в гареме могольского падишаха Бахадура Шаха I, сына Аурангзеба, восшедшего на престол в 1707 году.

## Биография
Жулиана Диаш да Кошта была дочерью португальского медика Агуштинью де Диаша Кошты. О её ранних годах рассказывают разные истории. По одной из версий, её семья бежала после голландского завоевания португальского на тот момент Кочина (Cochim). Согласно другой версии, она была обращена в рабство, когда падишах Могольской империи разрушил португальское поселение Хугли. Её отец служил врачом при дворе Великих Моголов в Дели, будучи то ли рабом, то ли свободным. Доподлинно известно, что мать Жулианы была рабыней. Сама же она родилась уже в Дели.
Жулиана попала в гарем Великих Моголов в качестве служанки семьи (жены и матери) тогдашнего принца Шах Алама. Она продолжала исполнять свои обязанности и после того, как принц впал в немилость у своего отца и вместе с ним отправилась в изгнание. Она была вознаграждена, когда Шах Алам стал падишахом Могольской империи под именем Бахадура Шаха I после смерти своего отца. Она приобрела большое влияние при дворе, хотя она оставалась католичкой в мусульманском государстве. По слухам, она ездила на боевом слоне рядом с Бахадуром Шахом во время сражений, защищая его, и даже после его смерти сохранила своё положение, хотя и имела уже меньшее влияние.
В период наибольшего влияния Жулианы, при жизни Бахадура Шаха I, её содействия часто искали европейцы (голландцы, португальцы, британцы и представители римского папы). Она оказала большую помощь Обществу Иисуса, в том числе содействуя итальянскому миссионеру-иезуиту Ипполито Дезидери (1684—1733) в его миссии по христианизации Тибета. В знак признания её многочисленных заслуг перед иезуитами она была признана покровительницей их ордена.